# Faucon gris
Falco hypoleucos
Espèce
Statut CITES
Statut de conservation UICN

 VU D1 : Vulnérable
Le Faucon gris (Falco hypoleucos) est une espèce de rapaces australiens très mal connue. Sa population est estimée à environ 1 000 couples matures.

## Description
Il mesure 30 à 45 cm de long, 85 à 95 cm d'envergure et pèse 350 à 600 g. Il est de couleur grise sur le dos, blanche sur le ventre. L'extrémité des ailes est plus foncée. Les pattes sont jaunes.

## Distribution et habitat
On le trouve dans les régions sèches du centre de l'Australie.
Il habite les régions peu boisées ou les prairies.

## Alimentation
Il se nourrit principalement d'oiseaux, surtout de perruches mais aussi de petits mammifères, reptiles et insectes.

## Reproduction
Il niche dans les arbres, s'appropriant les nids d'autres espèces. Les couvées sont de 2 à 3 œufs.

## Sources
- BirdLife International. (2006). Species factsheet: Falco hypoleucos. Downloaded from http://www.birdlife.org on 9/12/2006
- Marchant, S.; & Higgins, P.J. (Eds). (1993). Handbook of Australian, New Zealand and Antarctic Birds. Vol,2: Raptors to Lapwings. Oxford University Press: Melbourne.  (ISBN 0-19-553069-1)